# Аскеранская крепость
Аскера́нская кре́пость (азерб. Əsgəran qalası) — крепость XVIII века у южной окраины посёлка Аскеран в Ходжалинском районе Азербайджана.

## Название
Согласно «Энциклопедическому словарю топонимов Азербайджана», Аскеранская крепость была построена на месте местности, которая в прошлом называлась Аскеран. Название местности происходит от компонентов аски (азерб. əski, что означает старый, древний) и Аран (топоним Арран) и означает старый Аран, древний Аран.
Согласно доктору философии по истории Байраму Гулиеву, название Аскеран может означать солдаты, и возможно Аскеранская крепость была так названа по причине её строительства с военно-стратегической целью.

## Расположение
Крепость расположена у южной окраины Аскерана на обоих берегах реки Гаргарчай на дороге Агдам — Шуша в частично в лесистой, частично скалистой местности. Находится в примерно в 24-25 км от города Шуша, примерно в 14 км к северо-востоку от Ханкенди, в 5 км от Ходжалы, в 85 км от Евлаха, в 12 км к югу от города Агдам на склоне горы.

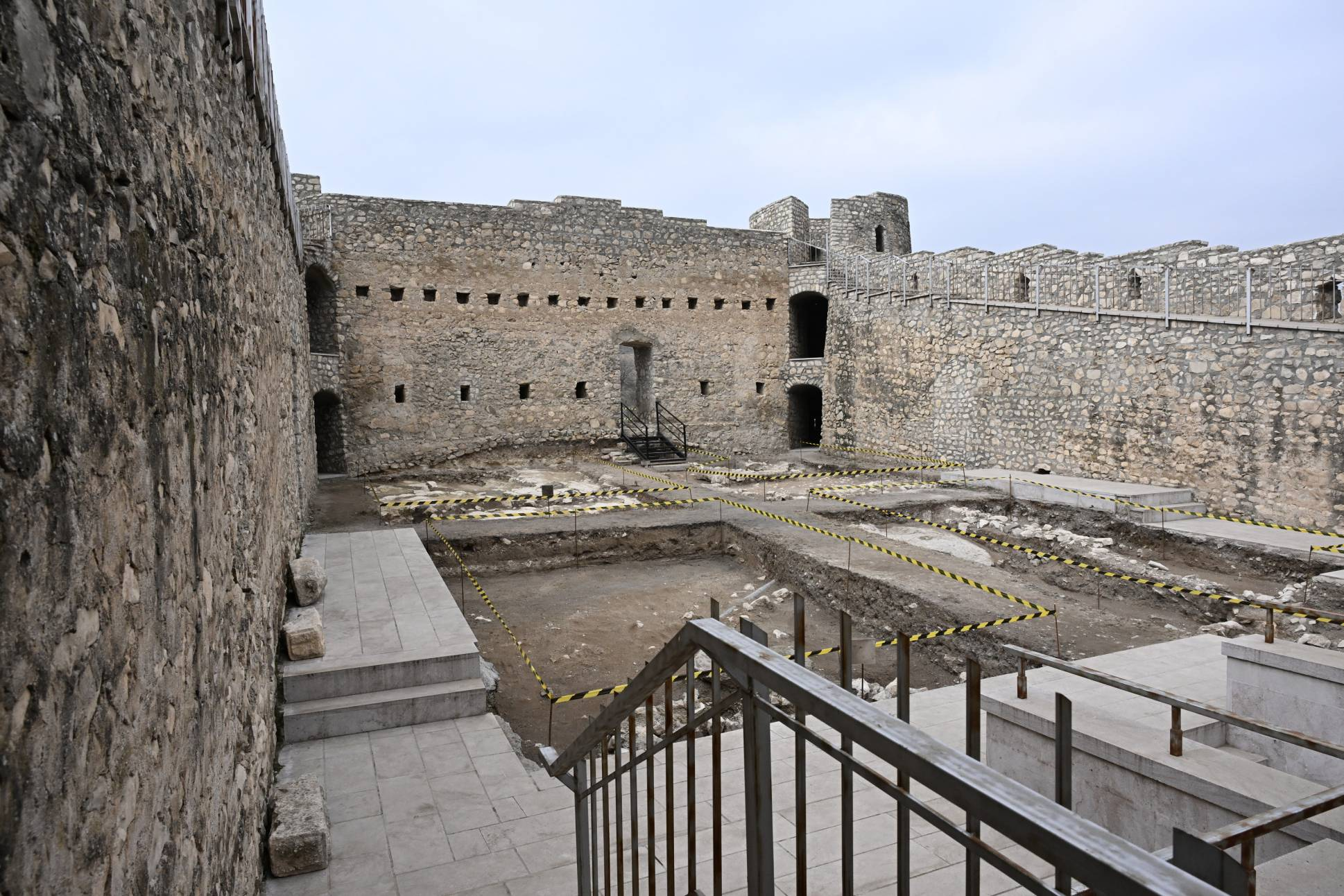
Аскеранская крепость Февраль 2025

Крепость известна как «ворота Карабаха».

## Описание
Толщина стен крепости составляет 2 м, высота — 9 м. На стенах находятся круглые башни, построенные из мелкой гальки и колотого известняка на известковом растворе. Башни служили наблюдательными пунктами. На стенах имелись узкие коридоры, служившие для сообщения между башнями. Двойные стены и ландшафт делали крепость неприступной: она расположена среди гор в ущелье.
Хорошо сохранились тянущиеся по горному склону защитные стены, вход и башни.

## Датировка постройки
Согласно Шагену Мкртчяну, в средневековье на этом месте находилась крепость и армянское селение, называвшиеся Майраберд (арм. Մայրաբերդ).
В XVIII веке по инициативе Панахали хана для охраны подступов к Шуше здесь была построена мощная крепость, укрепленная двойными стенами.
В книге В. М. Сысоева указывается что крепость была построена во времена Панах-хана в середине XVIII века.

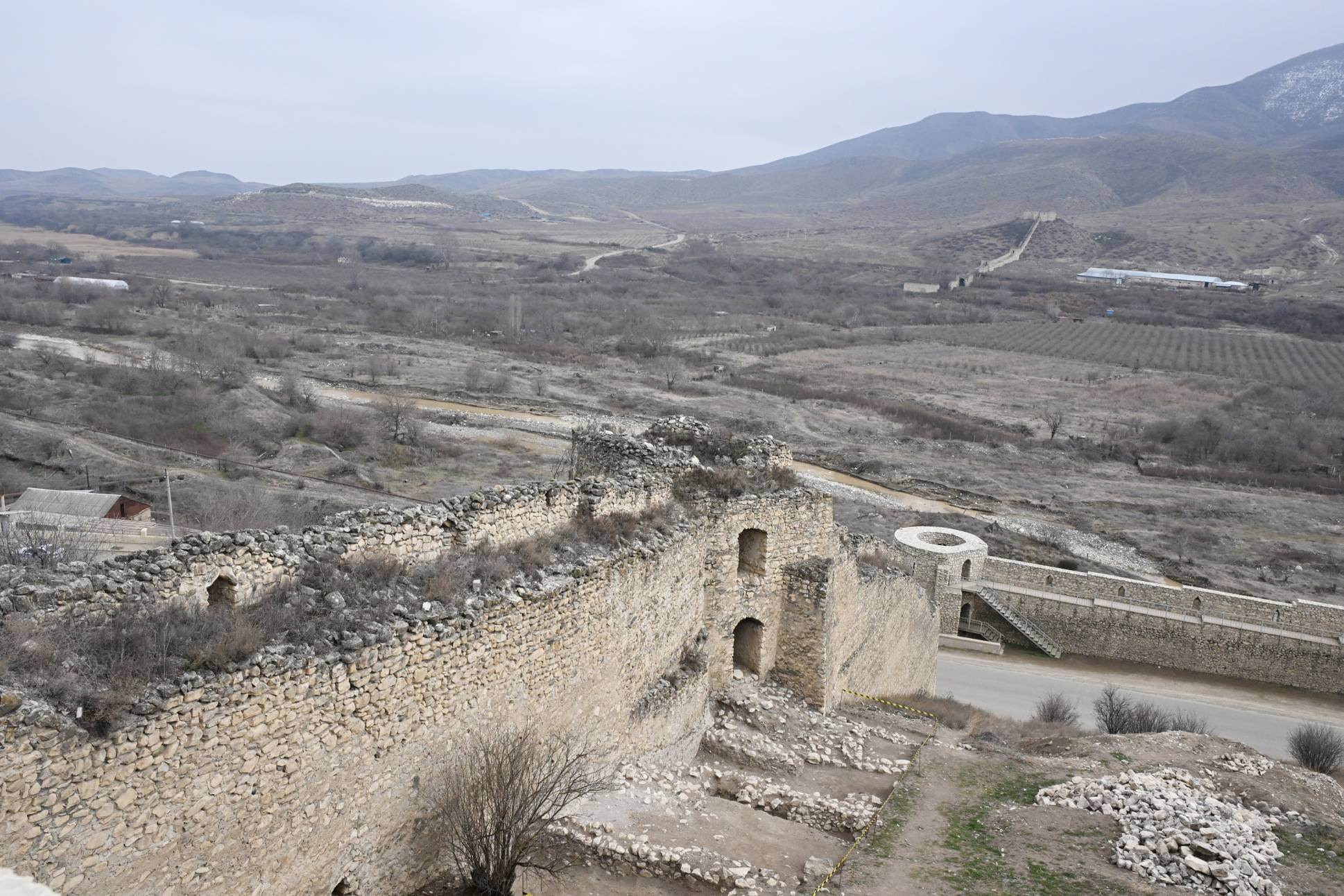
Аскеранская крепость Февраль 2025

Согласно Ахмедбеку Джеванширу, крепость построил Мехрали-хан, который по завету отца Панах-хана занялся внутренним устройством Карабахского ханства. Е.А. Пахомов, ссылаясь на Ахмед-бека Джеваншира, сообщает, что крепость была построена примерно в 1758—1760 годы Мехрали-ханом, который был сыном Панах Али-хана и братом Ибрагим-хана. В труде «Евлах — Шуша. Археологический очерк» под авторством Дж. Александровича, И. Азизбекова и В.М. Сысоева говорится, что крепость по-видимому была построена Мехрали ханом, который был сыном Панах-хана карабагского, примерно в 1758—1760 годы. В труде «Азербайджан (Исторические и достопримечательные места)», изданной под общей редакцией М.А. Казиева также говорится, что Аскеранская крепость была построена сыном Панах Али-хана Мехрали-ханом примерно в 1758—1760 годы.
Согласно Мирзе Джамалу Джеванширу Карабаги, обе крепости Аскерана были построены в 1788—1789 году, а также они указаны в этом труде в списке памятников и зданий, оставшихся от Ибрагим хана. Доктор исторических наук Мехман Сулейманов, ссылаясь на Мирзу Джамала Джеваншира Карабаги, сообщает, что две крепости — западная и восточная были построены в урочище Аскеран в 1783—1784 годы при Ибрагим-Хали-хане. А также, Мехман Сулейманов, ссылаясь на Мир Мехди Хазани, сообщает, что крепости Аскерана были построены согласно завещанию Панах-хана.

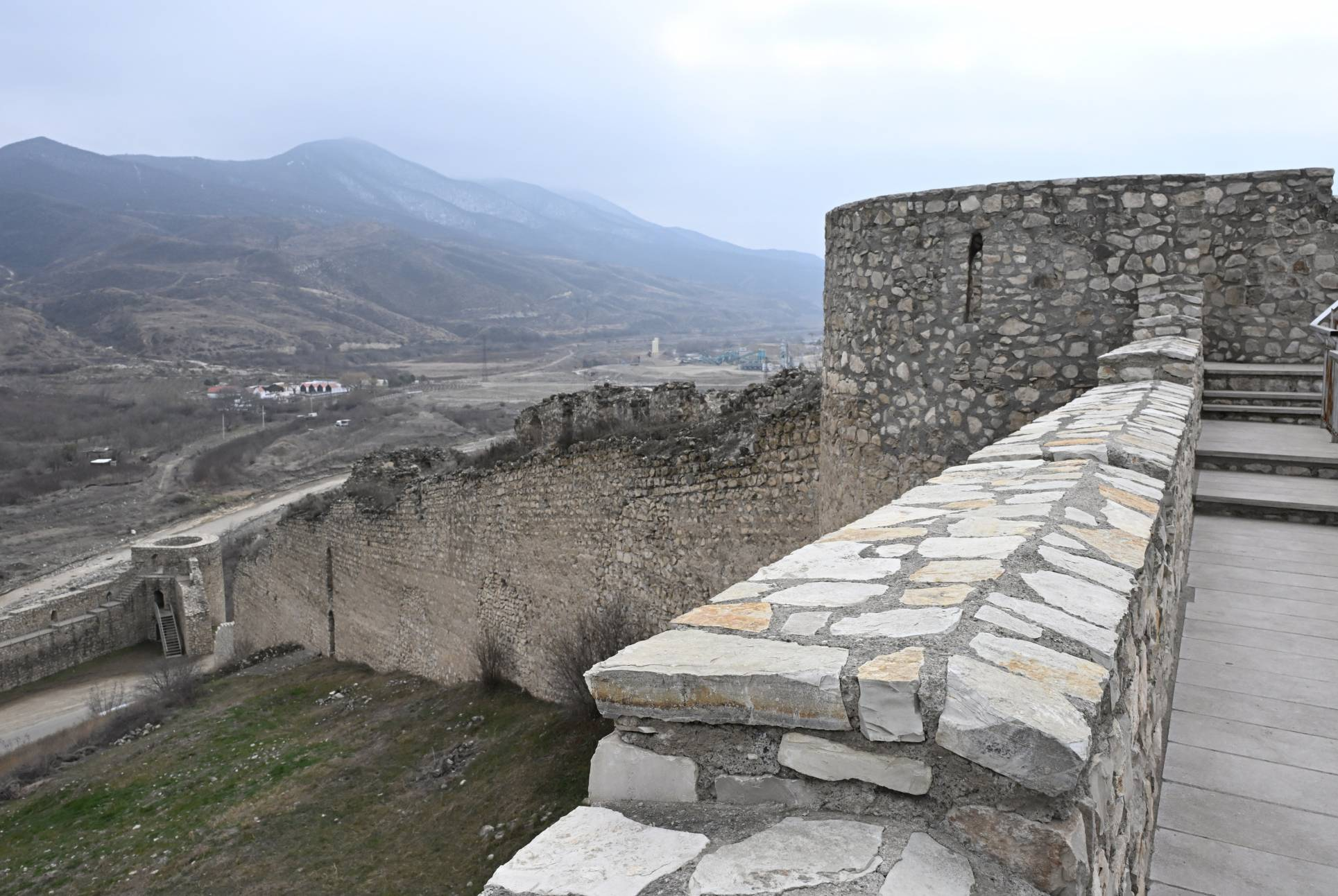
Аскеранская крепость Февраль 2025

Доктор философии по истории Байрам Гулиев считает, что крепость была запланирована во времена Панахали хана. Основная часть строительства осуществлена во времена Ибрагимхалил хана. Укрепление же крепости осуществлено в период правления Мехдигулу хана.

## История
В июне 1805 года, в ходе Русско-персидской войны, через крепость пролегал маршрут более чем 40-тысячной персидской армии, наступавшей на Шушу. По инициативе генерала Цицианова в Карабахе были созданы армянские добровольческие отряды, один из которых, под командованием мелиκа Вани и Акопа Юзбаши Атабекянов, участвовал в сражении близ стен крепости.  Следовавший в Шушу отряд полковника Карягина, состоящий из 400 бойцов, попал в окружение на холме в деревне Пирляр (в источнике Храморт). Добровольцы вывели русский отряд из окружения на север в деревни Гасапет (в истонике Кусапат) и Кичик-Гарабей (в источнике Мохратах). Поставленная жителями Пирляра памятная доска увековечила память русских и армянских воинов, павших при обороне Шуши и Аскерана в июне—июле 1805 года.

### Аскеранская битва[17]
В ночь с 22 на 23 марта 1920 года в 3 часа, в день праздника Новруз армянские вооруженные силы с помощью регулярной армии Первой Республики Армении с применением артиллерии начали наступление одновременно на несколько населенных пунктов Азербайджанской Демократической Республики (АДР). На тот момент в Карабахе находилась незначительная часть азербайджанских войск. Армянские силы перед наступлением вначале прервали телеграфное и телефонное сообщения. На 23 марта 1920 года генерал-майор Джавад-бек Шихлинский писал премьер-министру АДР Насиб беку Юсифбейли, что часть крепости пока что удерживается. Тем не менее, в тот же день армянским вооружённым формированиям удалось захватить Аскеран. На тот момент в крепости находился азербайджанский отряд, состоявший всего из 50 солдат. Отряд был взят в плен. По сообщению министра иностранных дел АДР Фатали хана Хойского, из 50 человек уцелели 15, которые добрались до Агдама и сообщили о случившемся. В районе Аскерана сосредоточились армянские вооруженные силы до четырёх тысяч человек под командованием Дели Казара (в переводе с азербайджанского языка означает “сумасшедший Казар”) — одного из дашнакских лидеров, прибывшего из Дилижана (ныне Армения).
Потеря Аскеранской крепости вызвала дебаты в парламенте АДР. В парламенте Первой Республики Армении контроль над Аскераном вызвал радость.
26 марта 1920 года в Агдам прибыл генерал-майор азербайджанской армии Габиб бек Селимов. Габиб бек Селимов после осмотра местности попросил у военного министра АДР Самед бека Мехмандарова бронеавтомобиль. 29 марта 1920 года азербайджанская армия предприняла первое наступление на Аскеран, в ходе которого были взяты несколько сёл и возвышенность. Однако, крепость взять не удалось. Габиб бек Селимов в телеграмме запросил у министра обороны АДР Самед бека Мехмандарова подкрепление, и после получения подкрепления 3-4 апреля 1920 года азербайджанские войска вернули Аскеран. Дели Казар был убит. В ходе боёв к концу апреля 1920 года Азербайджанская Демократическая Республика восстановила контроль над своими территориями.

### Карабахский конфликт
В начале 1990-х годов в ходе Карабахского конфликта крепость была занята армянскими вооружёнными формированиями, и попала под контроль непризнанной Нагорно-Карабахской Республики (НКР). Согласно Трёхстороннему заявлению в ночь с 9 по 10 ноября 2020 года, подписанному по итогам Второй Карабахской войны, территория крепости перешла под контроль Российских миротворческих сил. В результате боевых действий 19-20 сентября 2023 года Азербайджан восстановил контроль над Аскеранской крепостью.
15 октября 2023 года президент Азербайджана Ильхам Алиев посетил Аскеранскую крепость.

## Реставрация
Предусмотрены консервация и укрепление крепости, проведение археологических раскопок. На территории крепости планируется создание исторического парка под открытым небом. Планируется строительство жилого рекреационного комплекса, сети автомобильных и пешеходных дорог.

## Галерея

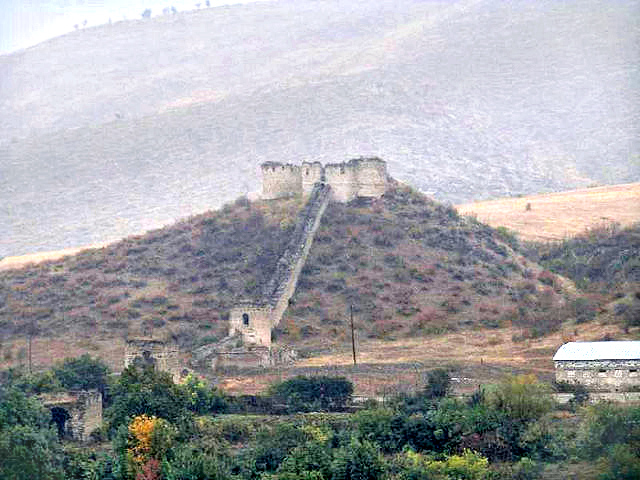
Общий вид Аскеранской крепости
Стены
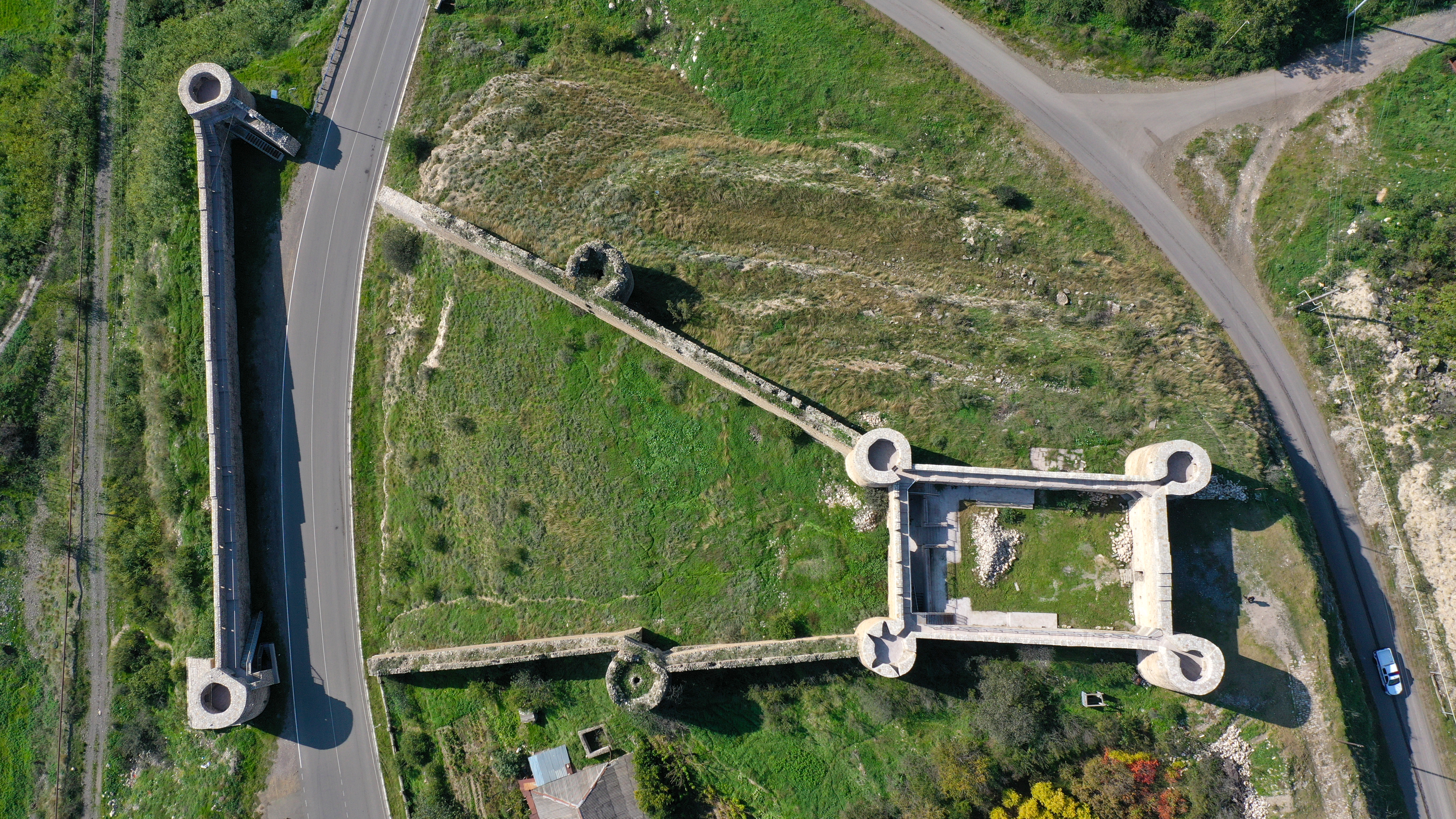
Вид с высоты
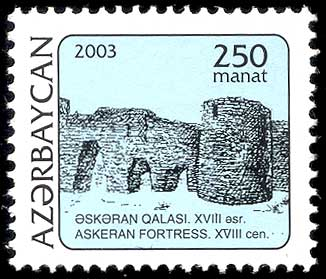
Аскеранская крепость на почтовой марке Азербайджана 2003